# 集古錄
《集古录》，即《集古录跋尾》，宋代金石学著作。北宋欧阳修撰，十卷。
中国古代对于金石遗文的研究，在三国时已发端，当时学者已用出土古器来考订前代旧籍，但尚无人以此名家。梁元帝萧绎曾搜集前代碑刻文字。欧阳修早年即喜搜集平生周秦以来的碑刻，凡有所闻，便多方求取。朋友馈赠拓片和实物，更增加了他集古的完备性。据作者自《序》，书成于嘉祐八年（1063年）。一说成于嘉祐六年（1061年），曾收入《欧阳文忠公全集》。当时即有庐陵刻本。清朝收入《四库全书》。本书是记其所录碑帖、铭文之作。卷一列三十种；卷二列三十四种；卷三列四十八种；卷四列四十六种。欧阳修集录金石之文多至千篇，收有历代铜器铭文、碑刻跋尾四百余篇。题材广泛、内容丰富，是中国现存较早的研究金石文字的书籍。